# Todd J. Greenwald
Todd J. Greenwald es un productor y escritor de televisión estadounidense. Es el creador y productor ejecutivo de Wizards of Waverly Place, ganador del premio Emmy. Greenwald también se ha desempeñado como productor y escritor para Hannah Montana, California Dreams y City Guys.

## Educación
Greenwald se graduó del Emerson College en 1991.

## Filmografía

### Productor ejecutivo
- D.O.T.S. (2004)

- Wizards of Waverly Place (2007-2010)

- Wizards of Waverly Place: The Movie (2009)

### Coproductor
- California Dreams (1992)

### Supervisor de producción
- Hang Time (1995)

### Coproductor ejecutivo
- City Guys (1999–2001)

### Productor de consulta
- Hannah Montana (2006)

### Escritor
- Diff'rent Strokes (1978-1986)

- Saved by the Bell: The New Class (1993–1995)

- Life with Roger (1996)

- City Guys (1999–2001)

- El mundo según Jim (2001–2002)

- Family Affair (2002)

- Hannah Montana (2006)

- Wizards of Waverly Place (2007–2012)

### Editor ejecutivo de la historia
- Life with Roger (1996)

- According to Jim (2002)

### Editor de la historia
- Saved by the Bell: The New Class (1993)

### Director
- Wizards of Waverly Place (2007)

### Actor
- City Guys (2001)

### Asistente de cámara
- Saved by the Bell: Hawaiian Style